# Louise Johnson
Dame Louise Napier Johnson, DBE (* 26. September 1940 in Worcester; † 25. September 2012 in Cambridge) war eine britische Biochemikerin. Sie forschte und lehrte über 40 Jahre lang an der University of Oxford und befasste sich dabei mit der Röntgenstrukturanalyse von Proteinen, insbesondere der Glycogenphosphorylase. In Anerkennung ihrer Leistungen wurde sie unter anderem in die Royal Society, die American Academy of Arts and Sciences sowie die National Academy of Sciences aufgenommen und erhielt mehrere Ehrendoktorwürden.

## Werdegang
Louise Johnson wurde 1940 in Worcester geboren und zog mit ihrer Familie im Kindesalter quer durch das Vereinigte Königreich, der Stationierung ihres Vaters folgend, der in der Royal Air Force diente. So besuchte sie Schulen in Aberdeen und London, ehe sie ab 1959 am University College London studierte, an dem bereits ihre Mutter graduiert hatte. Louise Johnson erhielt dort 1962 ihren Bachelor of Science in Physik, ehe sie an die Royal Institution of Great Britain wechselte. Unter der Leitung von David Phillips kam sie dort erstmals mit ihrem späteren Forschungsfeld in Kontakt und promovierte 1965 zum Ph.D. Zudem veröffentlichte sie ihre Ergebnisse gemeinsam mit Phillips in der Fachzeitschrift Nature.
1966 verbrachte Johnson ein Auslandsjahr an der Yale University, ehe sie 1967 in ihre Heimat zurückkehrte und fortan an der University of Oxford tätig war, an der David Phillips ein neues Labor für molekulare Biophysik aufbaute. Ab 1973 hielt sie Vorlesungen in Biophysik am Somerville College, ehe sie 1990 die Nachfolge des pensionierten David Phillips antrat, eine ordentliche Professur an der University of Oxford erhielt und die Leitung des Labors übernahm. Diese Position hielt sie bis zu ihrer Emeritierung im Jahre 2007. Parallel dazu war sie von 2003 bis 2008 als Director of Life Sciences an der Diamond Light Source in Oxfordshire tätig.
Louise Johnson verstarb am 25. September 2012 einen Tag vor ihrem 72. Geburtstag in Cambridge. Die Fachzeitschriften Nature und The Lancet widmeten ihr einen Nachruf.

## Wissenschaftliches Schaffen
Johnson befasste sich während ihrer wissenschaftlichen Laufbahn vor allem mit der Röntgenstrukturanalyse von Proteinen. Bereits in ihrer Promotionsarbeit beschrieb sie die Struktur von Lysozym und wie es mit N-Acetylglucosamin interagiert, sodass sie entscheidende Beiträge zum Verständnis des Schlüssel-Schloss-Prinzips von Enzymen leistete. Später wandte sie sich vor allem dem Enzym Glycogenphosphorylase zu, dessen Struktur und Regulation via reversibler Phosphorylierung sie aufzeigen konnte. Einen weiteren Schwerpunkt ihrer Arbeit bildeten Proteine, die am Zellzyklus beteiligt sind, vor allem Cyclin-abhängige Kinasen. Zudem war sie eine der Ersten, die Synchrotronstrahlung in der Strukturanalyse einsetzte, und arbeitete in diesem Zusammenhang an der Diamond Light Source.
Insgesamt veröffentlichte sie über 180 wissenschaftliche Fachbeiträge und verfasste gemeinsam mit Tom Blundell das Standardwerk Protein Cristallography. Zudem fungierte sie zeitweise als Herausgeberin der FEBS Letters.

## Ehrungen
1990 wurde Johnson in die Royal Society aufgenommen und war von 1998 bis 2001 Mitglied deren Councils. Zudem wurden ihr, neben einer Reihe weiterer Auszeichnungen, die Ehrendoktorwürden der Universitäten St Andrews (1992), Bath (2004), Cambridge (2010) sowie des Imperial College London (2009) zugesprochen. 2003 wurde die Biochemikerin als Dame Commander des Order of the British Empire (DBE) geadelt und führt seither den Namenszusatz „Dame“. Darüber hinaus wurde sie als ordentliches Mitglied in die Academia Europaea (2001), sowie als auswärtiges Ehrenmitglied in die American Academy of Arts and Sciences (2007) und die National Academy of Sciences (2011) gewählt.

## Persönliches
1968 heiratete Johnson den theoretischen Physiker Abdus Salam (1926–1996), der 1979 den Nobelpreis erhielt. Das Paar hatte einen Sohn und eine Tochter.